# Phragmatobia brunnea-intermedia
Phragmatobia brunnea-intermedia là một loài bướm đêm thuộc phân họ Arctiinae, họ Erebidae.